# Elsa Catelin
Elsa Catelin, née le 20 novembre 1975 à Coutances, est une graveuse française autrice de 300 timbres poste. En 2004, elle est employée par l'Imprimerie des timbres-poste et valeurs fiduciaires (ITVF, devenue Philaposte), l'imprimerie de La Poste française, à Périgueux-Boulazac. En 2020, elle quitte la Poste pour la Banque de France.

## Biographie
En 2000, elle est diplômée en gravure de l'École Estienne après une formation de deux ans, à Paris. Après quelques expériences professionnelles, elle est employée par l'ITVF début 2004 où elle est formée à la conception de timbres-poste et autres produits philatéliques par les graveurs Claude Jumelet et Jacky Larrivière.
En novembre 2005, elle signe sa première émission en gravant avec Claude Jumelet le bloc-feuillet de Monaco sur « la Salle Garnier ». Dès septembre 2006, elle dessine et grave son premier timbre de France sur un des ponts-écluses de Thionville.

## Œuvres

### Timbres de France
- « Thionville - Moselle », 18 septembre 2006.
- « Pornic - Loire-Atlantique », 24 mai 2010.
- « Marianne l'engagée », 23 juillet 2018.

### Timbres de Monaco
- « La Salle Garnier », bloc de six timbres dessinés par Guéorgui Chichkine et gravé avec Claude Jumelet, 16 novembre 2005.

### Timbres des TAAF
- « Rutile », 1er janvier 2006.